# Паредес, Матиас
Матиас Энрике Паредес (исп. Matías Enrique Paredes, 1 февраля 1982, Кильмес, Аргентина) — аргентинский хоккеист (хоккей на траве), полузащитник и нападающий. Чемпион летних Олимпийских игр 2016 года, участник летних Олимпийских игр 2004 и 2012 годов, бронзовый призёр чемпионата мира 2014 года, двукратный чемпион Америки 2013 и 2017 годов, бронзовый призёр чемпионата Америки 2009 года, четырёхкратный чемпион Панамериканских игр 2003, 2011, 2015 и 2019 годов, серебряный призёр Панамериканских игр 2007 года, чемпион Южной Америки 2013 года, чемпион Южноамериканских игр 2014 года.

## Биография
Матиас Паредес родился 1 февраля 1982 года в аргентинском городе Кильмес в провинции Буэнос-Айрес.
Играл в хоккей на траве за аргентинский «Дусило», немецкий «Гамбург» (2002—2003), нидерландские «Ларен» и «Стихтисе».
В составе юниорской сборной Аргентины в 2000 году завоевал золотую медаль чемпионата Америки в Сантьяго, в 2001 году — серебро чемпионата мира в Хобарте.
С 2001 года выступает за сборную Аргентины, провёл 356 матчей.
В 2003 году был признан лучшим хоккеистом Аргентины.
В 2004 году вошёл в состав сборной Аргентины по хоккею на траве на летних Олимпийских играх в Афинах, занявшей 11-е место. Играл в поле, провёл 7 матчей, мячей не забивал.
В 2012 году вошёл в состав сборной Аргентины по хоккею на траве на летних Олимпийских играх в Лондоне, занявшей 10-е место. Играл в поле, провёл 6 матчей, мячей не забивал.
В 2013 году завоевал золотую медаль чемпионата Южной Америки в Сантьяго.
В 2014 году завоевал бронзовую медаль чемпионата мира в Гааге.
В том же году стал чемпионом Южноамериканских игр в Сантьяго.
В 2016 году вошёл в состав сборной Аргентины по хоккею на траве на летних Олимпийских играх в Рио-де-Жанейро и завоевал золотую медаль. Играл в поле, провёл 7 матчей, забил 2 мяча (по одному в ворота сборных Нидерландов и Канады).
В 2013 и 2017 годах выигрывал золотые медали чемпионата Америки, в 2009 году стал бронзовым призёром. На турнире 2017 года с 7 мячами стал лучшим снайпером вместе с партнёром по команде Гонсало Пейльятом.
Четырежды завоёвывал золотые медали хоккейных турниров Панамериканских игр — в 2003 году в Санто-Доминго, в 2011 году в Гвадалахаре, в 2015 году в Торонто, в 2019 году в Лиме. Кроме того, выиграл серебро в 2007 году в Рио-де-Жанейро.